# Austre Skoro
Austre Skoro est une île norvégienne du comté de Hordaland appartenant administrativement à Austevoll.

## Description
Située au nord-ouest de Vestre Skoro et de Sallaupen et au nord-est de Lindholmen, rocheuse et couverte d'une légère végétation, elle s'étend sur environ 91 m de longueur pour une largeur approximative de 55 m. 